# Jason Robards
Jason Nelson Robards, Jr. (Chicago, 26 juli 1922 - Bridgeport, 26 december 2000) was een Amerikaans acteur. Robards won in zijn carrière twee Academy Awards.

## Carrière
Jason Robards, Jr. werd in 1922 geboren in Chicago. Hij was de zoon van de gewezen acteur Jason Robards sr.. Vlak na de geboorte van de jonge Jason Robards trok de familie naar New York. Enkele jaren later verhuisden ze naar Los Angeles. In die periode scheidden de ouders van Robards, hetgeen hem erg raakte en beïnvloedde. In 1940 studeerde Robards af en sloot hij zich aan bij het Amerikaans leger.
Bij de zeemacht was hij werkzaam op de zware kruiser USS Northampton (CA-26). Het schip was uitgevaren toen op 7 december 1941 Pearl Harbor werd aangevallen door Japan. Enkele dagen later kwam de Northampton aan en zagen Robards en de andere zeelui hoe Pearl Harbor was toegetakeld. Nadien werd het schip van Robards tijdens Wereldoorlog II betrokken bij de slag om Guadalcanal. In de nacht van 30 november 1942 werd de Northampton tot zinken gebracht. Robards lag tot het ochtendgloren in het water en werd vervolgens opgehaald door een Amerikaanse torpedobootjager.
Daarna ging Robards aan de slag op het schip USS Nashville (CL-43). Dat schip werd betrokken bij de invasie van Mindoro. De Nashville werd door een kamikazepiloot geraakt. Het schip leed onder de hevige vuurgevechten en moest zich wegens herstellingen terugtrekken uit de gevechten. Voordien had Robards in de bibliotheek van het schip een exemplaar gevonden van Strange Interlude, een toneelstuk van schrijver Eugene O’Neill. Vanaf dan raakte Robards in de ban van acteren. Op aanraden van zijn vader volgde Robards na de oorlog acteerlessen.
In New York volgde hij dramalessen aan de Universiteit van New York. Na het behalen van zijn diploma vond de jonge Robards slechts enkele kleine rollen. In die periode trouwde hij ook met zijn eerste echtgenote Eleanor Pittman, van wie hij in 1958 zou scheiden. Hij verscheen voornamelijk in theaterstukken. Maar uiteindelijk kwam de grote doorbraak er toch. Meermaals vertolkte hij personages in toneelstukken van O'Neill. Robards werd tijdens zijn loopbaan genomineerd voor acht Tony Awards. In 1959 won hij een Tony Award voor zijn rol in The Disenchanted. In dat toneelstuk speelde ook zijn vader mee. Het was de enige keer dat de jonge Robards aan de zijde van zijn vader acteerde. Dat jaar trouwde hij met Rachel Taylor. Hun huwelijk liep echter al in 1961 op de klippen. Wat later trouwde hij met de bekende actrice Lauren Bacall.
Gedurende de jaren 60 was hij vooral bekend als theater- en televisieacteur. Toch legde hij zich ook toe op films. Zo was hij in 1967 te zien als misdaadbaas Al Capone in de film The St. Valentine's Day Massacre van Roger Corman. De rol was oorspronkelijk bestemd voor Orson Welles, maar dat zag de filmstudio niet zitten. Robards zette een overtuigende Capone neer, ondanks een gebrek aan fysieke gelijkenissen met de echte Capone. Het werd de eerste van een hele reeks bekende personages die Robards tot leven bracht. Enkele jaren later was Robards te zien in de westernklassieker Once Upon a Time in the West van Sergio Leone. Robards verscheen wel vaker in westerns. Zo speelde hij later ook mee in The Ballad of Cable Hogue en Pat Garrett & Billy the Kid van regisseur Sam Peckinpah.
In 1969 zetten Robards en Bacall een punt achter hun huwelijk. Een jaar later begon hij met Lois O'Connor aan wat zijn laatste huwelijk zou zijn.
De jaren 70 werden voor de acteur gekenmerkt door het winnen van twee Academy Awards. Twee jaar op rij sleepte hij de trofee in de wacht. In 1977 voor zijn vertolking als hoofdredacteur in All the President's Men en een jaar later voor zijn bijrol in Julia. Nochtans waren de jaren 70 niet rooskleurig begonnen. In 1972 was Robards met zijn auto gecrasht. In dat ongeval, veroorzaakt door zijn alcoholprobleem, had hij bijna het leven gelaten. Plastische chirurgie en operaties zorgden ervoor dat Robards herstelde. Enkele jaren later maakte hij ook een einde aan zijn alcoholverslaving. In 1980 maakte hij furore met de vertolking van Howard Hughes in de film Melvin and Howard. In de jaren 80 moest film in het leven van Robards opnieuw plaatsmaken voor theater en televisie. Hij was vanaf dan vooral te zien in bijrollen. Zo was hij in de jaren 90 te zien in bekende films als Philadelphia en Magnolia.
Op 26 december 2000 overleed hij aan de gevolgen van longkanker. Na zijn dood werd zijn lichaam gecremeerd.

## Filmografie (ruime selectie)
- 1959 - The Journey (Anatole Litvak)
- 1961 - By Love Possessed (John Sturges)
- 1962 - Tender Is the Night (Henry King)
- 1962 - Long Day's Journey Into Night (Sidney Lumet)
- 1965 - A Thousand Clowns (Fred Coe)
- 1967 - The St. Valentine's Day Massacre (Roger Corman)
- 1967 - Hour of the Gun (John Sturges)
- 1968 - Once Upon a Time in the West (Sergio Leone)
- 1968 - The Night They Raided Minsky's (William Friedkin)
- 1968 - Isadora (Karel Reisz)
- 1970 - The Ballad of Cable Hogue (Sam Peckinpah)
- 1970 - Julius Caesar (Stuart Burge)
- 1970 - Tora! Tora! Tora! (Richard Fleischer)
- 1971 - Johnny Got His Gun (Dalton Trumbo)
- 1971 - Murders in the Rue Morgue (Gordon Hessler)
- 1973 - Pat Garrett and Billy the Kid (Sam Peckinpah)
- 1975 - A Boy and His Dog (L.Q. Jones)
- 1976 - All the President's Men (Alan J. Pakula)
- 1977 - Julia (Fred Zinnemann)
- 1978 - Comes a Horseman (Alan J. Pakula)
- 1979 - Hurricane (Jan Troell)
- 1980 - Caboblanco (J. Lee Thompson)
- 1980 - Melvin and Howard (Jonathan Demme)
- 1981 - The Legend of the Lone Ranger (William A. Fraker)
- 1983 - Max Dugan Returns (Herbert Ross)
- 1983 - Something Wicked This Way Comes (Jack Clayton)
- 1988 - Bright Lights, Big City (James Bridges)
- 1988 - The Good Mother (Leonard Nimoy)
- 1989 - Reunion (Jerry Schatzberg)
- 1989 - Parenthood (Ron Howard)
- 1989 - Black Rainbow (Mike Hodges)
- 1989 - One door Metallica (archiefbeeld Johnny Got His Gun) (videoclip)
- 1990 - Quick Change (Bill Murray)
- 1992 - Storyville (Mark Frost)
- 1993 - The Adventures of Huck Finn (Stephen Sommers)
- 1993 - Philadelphia (Jonathan Demme)
- 1994 - The Paper (Ron Howard)
- 1995 - Crimson Tide (Tony Scott)
- 1998 - Beloved (Jonathan Demme)
- 1998 - Enemy of the State (Tony Scott)
- 1999 - Magnolia (Paul Thomas Anderson)

## Prijzen

### Academy Awards
- Gewonnen
- 1977 - Best Actor in a Supporting Role - All the President's Men
- 1978 - Best Actor in a Supporting Role - Julia
- Genomineerd
- 1981 - Best Actor in a Supporting Role - Melvin and Howard

### BAFTA
- Genomineerd
- 1977 - Best Supporting Actor - All the President's Men
- 1979 - Best Supporting Actor - Julia

### Filmfestival van Cannes
- Gewonnen
- 1962 - Best Actor - Long Day's Journey Into Night

### Golden Globes
- Genomineerd
- 1966 - Best Motion Picture Actor - Musical/Comedy - A Thousand Clowns
- 1977 - Best Motion Picture Actor in a Supporting Role - All the President's Men
- 1978 - Best Motion Picture Actor in a Supporting Role - Julia
- 1981 - Best Motion Picture Actor in a Supporting Role - Melvin and Howard
- 1985 - Best Performance by an Actor in a Mini-Series or Motion Picture Made for TV - Sakharov

- Bibsys: 99030842
- Biblioteca Nacional de España: XX1173920
- Bibliothèque nationale de France: cb138990469 (data)
- CiNii: DA1756418X
- Gemeinsame Normdatei: 123909023
- International Standard Name Identifier: 0000 0001 1558 051X
- Library of Congress Control Number: n81084431
- MusicBrainz: 64fbb40a-6901-4d8b-b79d-f659e907d6ef
- Nationale Bibliotheek van Tsjechië: pna2007389221
- Nationale Bibliotheek van Israël: 987007456206005171
- Nationale Bibliotheek van Polen: a0000001256077
- Nederlandse Thesaurus van Auteursnamen: 071127534
- SNAC: w66d63qr
- Système universitaire de documentation: 05966004X
- Virtual International Authority File: 932925
- WorldCat: E39PBJjmTRT9J8pJh867xCdWjC